# ザ・イトヤマタワー
ザ・イトヤマタワー (The Itoyama Tower) は、東京都港区三田三丁目に所在する複合ビル。新日本観光グループなどが入るオフィスフロアのほか、上層部は賃貸マンションとして貸し出されている。

## 概要
新日本観光代表取締役会長兼社長を務める糸山英太郎が、衆議院議員を辞職した後、約200億円を投じて、新日本観光の旧本社ビル跡地に新築した複合ビルである。
18階建て。1階にレストラン、10階までが事務所、11階以上は30戸の賃貸マンションになっている。敷地内にはゴルフ練習場やテニスコートが有る。ペントハウスには糸山の住まいがある。国道15号線（第一京浜）を挟んで笹川記念会館と向き合って建つ。

## 近隣
- 亀塚公園（華頂宮邸跡）
- 住友不動産三田ツインビル西館